# Bataille de Bois-de-Céné
Guerre de Vendée
Batailles
La bataille de Bois-de-Céné se déroule le 6 décembre 1793 lors de la guerre de Vendée.

## Prélude et forces en présence
Le 6 décembre 1793, Charette parvient à s'échapper de l'île de Bouin avec une partie de ses troupes après avoir été battu par les forces républicaines de l'adjudant-général Jordy. À 3 heures de l'après-midi, il arrive à Châteauneuf. Son armée compte 800 rescapés selon l'estimation de Jordy, ou bien 1 200 d'après celle du lieutenant-colonel républicain Dominique Aubertin. En fin de journée, les Vendéens rencontrent entre Bois-de-Céné et Châteauneuf un convoi républicain escortant des caissons de munitions,. La force des républicains est de 300 hommes à pied et quelques cavaliers selon les mémoires du chef vendéen Pierre-Suzanne Lucas de La Championnière et de 400 hommes d'après Charles-Joseph Auvynet. Selon les mémoires anonymes de l'administrateur militaire, le détachement est constitué de 300 hommes du 3e bataillon de volontaires d'Ille-et-Vilaine et d'une compagnie de cavaliers nantais menés par le général Nicolas Haxo. Cependant dans ses mémoires, Aubertin, qui affirme tenir ses informations d'Haxo lui-même, indique que le général n'avait avec lui que 80 hommes d'un bataillon d'Ille-et-Vilaine, douze cavaliers nantais et son état-major.

## Déroulement
Les affrontements ont lieu entre Bois-de-Céné et Châteauneuf, non loin de l'abbaye de l'Île-Chauvet. Les différents témoignages ne s'accordent pas totalement sur le déroulement du combat. Selon Lucas de La Championnière, les Vendéens mettent rapidement en fuite les « bleus » après avoir crié « républicains ! » en réponse à  « qui vive ? ». Cependant des renforts patriotes arrivent depuis Bois-de-Céné et l'Île-Chauvet et réengagent le combat pour tenter de reprendre les caissons. Les républicains arrêtent leur poursuite à la tombée de la nuit.
Selon l'administrateur militaire, les cavaliers prennent la fuite dès le début de l'attaque, mais le général Haxo oppose une longue résistance avec le bataillon d'Ille-et-Vilaine. Il ne peut cependant empêcher la prise par les royalistes de quelques caissons. 
Selon l'adjudant-général Aubertin, l'alerte est donné alors que Haxo et son état-major sont rassemblés dans une maison. Les deux camps sont surpris par la rencontre et les Vendéens hésitent à lancer l'attaque. Ils finissent cependant par s'apercevoir du faible nombre des républicains, mais battent en retraite par crainte de l'arrivée de renforts. D'après Aubertin, l'affrontement s'est limité à l'échange de quelques coups de fusil.
Après le combat, Haxo se rend à Beauvoir-sur-Mer. Les Vendéens se replient quant à eux sur Saint-Étienne-de-Mer-Morte.

## Pertes
Cette victoire, qualifiée de « miracle » par Lucas de La Championnière, permet aux Vendéens de s'emparer de munitions, d'armes et d'une trentaine de chevaux. Le nombre des caissons capturés varie selon les sources : un seul selon Aubertin, deux selon l'administrateur militaire et trois selon Lucas de La Championnière et Le Bouvier-Desmortiers,.
Les pertes ne sont pas connues. D'après les mémoires de Charles-Joseph Auvynet, les hommes de l'escorte sont « presque entièrement égorgés ». Selon Le Bouvier-Desmortiers, l'escorte perd les trois quarts de ses hommes et six républicains auraient été capturés à Châteauneuf avant le combat. En revanche selon les mémoires de l'adjudant-général Aubertin, le combat s'achève « sans perte notable de part et d'autre ».